# Радченко Сергій Олександрович
Сергій Олександрович Радченко (нар. 10 квітня 1987, Кременчук, УРСР, СРСР) - український боксер-професіонал, чемпіон WBC Silver, WBC Ukraine та національний чемпіон України серед професіоналів. Майстер спорту України, бронзовий призер Кубка Європи та срібний призер чемпіонату Європи серед студентів (2009) у категорії до 91 кг, дворазовий чемпіон Кубка України та багаторазовий призер чемпіонатів України.

## Життєпис
Народився у м. Кременчук, Полтавська обл., Україна. Коли йому було 7 років, померла мати Наталя, й подальшим вихованням займався батько Олександр. Середню освіту розпочав у школі №11 м. Кременчука, де провчився лише одну чверть, після чого продовжив навчання у школі №18, яку закінчив у 2004 році.
2005 року вступив на економічний факультет Кременчуцького університету імені М. Остроградського, який закінчив у 2010 р., отримавши спеціальність «Облік та аудит». Був студентом року Кременчуцького університету імені М. Остроградського у 2008 р.
Спортивну кар'єру розпочав у 10 років із занять з боксу. Першим боксерським клубом став СК «Ринг», де займався 2 роки під керівництвом тренера Анатолія Степка. У 12 років паралельно із боксом пів року займався дзюдо. Після цього продовжив займатися в школі олімпійського резерву (тренер Олександр Мальцев), де тренувався 10 років. Наступним спортивним клубом став СК «Легіон», де спортсмен боксував впродовж п'яти років із заслуженим тренером України Михайлом Івановичем Мельником.
У 2014 р. перейшов до професійного боксу, дебют відбувся 4 жовтня 2014 року на Арені «Львів».
Прізвисько - KREMEN.

## Аматорська кар'єра
Майстер спорту України, провів близько 250 боїв та виграв близько 210 боїв. Перший бій був у віці 11 років на відкритій першості у м. Кременчук.
Чемпіон Кубка України 2008 та 2010 рр., багаторазовий призер та фіналіст чемпіонатів України, переможець різних міжнародних турнірів, чемпіон України серед студентів 2005, 2008 та 2010 рр.
Срібний призер чемпіонату Європи, бронзовий призер Кубка Європи серед студентів.
У 2012-13 році виступав по WSB за команду Польщі «Польські Гусари», де провів 4 бої. У 2013–14 був у команді WSB Українські Отамани.
Учасник чемпіонату світу серед студентів у Казані (2008 р.)
Останній бій на аматорському рингу відбувся на чемпіонаті України у Києві у 2014 р.

## Професійна кар'єра у боксі
Дебют Сергія Радченка як професійного боксера відбувся 4 жовтня 2014 року у Львові, на центральному стадіоні Львів-Арена.
Перший бій із серйозним суперником — ексчемпіоном світу Кшиштофом Гловацьким відбувся 10 лютого 2018 року.
У ході поєдинку Радченко одноголосним рішенням суддів поступився Гловацькому. Результати бою досить спірні: у п'ятому раунді Радченко кілька разів відправляв Кшиштофа на підлогу рингу, втім рефері зробив відлік лише один раз. Особливість цього поєдинку в тому, що Сергію Радченку запропонували цей бій лише за два дні до події.
Після цього поєдинку почав часто проводити бої саме на виїзді проти світових топових боксерів .
7 березня 2020 року у Ломжі (Польща) відбувся поєдинок проти Артура Шпильки. Результат поєдинку викликав колосальний резонанс, що вилився у скандал на всю Польщу. Подібного у Польщі не траплялося протягом останніх 5 років. У результаті деякі букмекерські контори повернули гроші тим, хто ставив на Радченка, а деякі виплачували так, ніби бій виграв саме Радченко.
Схожа ситуація склалася у поєдинку з Адамом Бальським. У фінішному раунді Радченко відправив Бальського в нокдаун і після нокдауну продовжував побиття Бальського. Проте рефері вважав за краще закрити на це очі й у результаті судді неоднозначним рішенням (рахунок 76:75) віддають перемогу Бальскому. Після поєдинку Адам потрапив до лікарні.
26 червня 2020 року в Кельці (Польща) Радченко одноголосним рішенням суддів (рахунок: 72-79 та двічі 71-80) поступився досвідченому польському боксеру Матеушу Мастернаку (41-5, 28 КО). Бій пройшов усю дистанцію, але конкурентним був лише у стартових раундах. Мастернак брав своє шляхом швидкості, розбивав захист українця джебом, працював по поверхах. У 5-му раунді після пропущеного боді-панчу Радченко опинився на канвасі, але зумів протриматися до фінального гонга. Цей бій не буде включений до офіційної статистики боксерів, оскільки де-юре він був ярмарковим, тому що Мастернак претендує на участь в Олімпіаді 2021 року в Токіо (Японія).

22 квітня 2023 р. у Києві відбувся вечір боксу Top Boxing Generation та SpartaBox, у якому взяв участь і кременчуцький спортсмен Сергій Радченко. Це був перший вихід боксера на ринг через півтора року з останнього бою з Ігорем Пилипенком. Така пауза між поєдинками виникла через повномасштабне вторгнення Росії в Україну.
Суперником Радченка став боксер Богдан Боровий (2-3-0) із Харкова. Поєдинок завершився перемогою Радченка, який уже у 2-му раунді нокаутував свого суперника.
7 жовтня 2023 р. у виставковому центрі AKKO International у Києві пройшов благодійний вечір боксу, в якому український боксер важкої ваги Сергій Радченко (10-7, 5 КО) переміг Дмитра Сергуту (8-4, 8 KO), відправивши суперника у нокаут у 8-му раунді. Поєдинок проходив одразу за 2 титули: титул чемпіона України, а також титул WBC Ukraine. Це історичний бій, адже пояс WBC було розіграно в Україні вперше.
3 серпня 2024 р. у київському Палаці спорту, відбувся благодійний вечір професійного боксу, де Сергій Радченко (11-7-0, 5 КО) одноголосним рішенням суддів переміг серба Андрія Пешича (15-3-1, 8 КО), здобувши титул чемпіона WBC Silver у першій середній вазі. Готуючись до цього поєдинку, Сергій перейшов до нової вагової категорії Bridgerweight.
6 листопада 2024 р. боксер професіонал Сергій Радченко потрапив до реєстру Книги рекордів України як перший власник титулу чемпіона WBS Silver.
Також неодноразово допомагав готуватися до чемпіонських боїв як спаринг-партнер Володимира Кличка, Рахіма Чахкієва, Олександра Усіка, Кшиштофа Влодарчика, Кшиштофа Гловацького, Дмитра Кудряшова, Марка Хука та Арнольда Гьєрджая.

## Таблиця боїв
| Бій | Дата              | Суперник                    | Місце бою           | Результат       | Додатково                                                   | Відео |
| --- | ----------------- | --------------------------- | ------------------- | --------------- | ----------------------------------------------------------- | ----- |
| 18  | 3 серпня 2024     | Andrej Pesic (15-3-1, 8 КО) | Київ, Україна       | UD              | Перемога Радченко. Рахунок: 116-112, 116-112, 115-113       |       |
| 17  | 7 жовтня 2023     | Дмитро Сергута (8-3)        | Київ, Україна       | KO (8), 1:35    | Перемога Радченко у 8-му раунді нокаутом.                   |       |
| 16  | 22 квітня 2023    | Богдан Боровий (2-2)        | Київ, Україна       | TKO (2), 1:05   | Перемога Радченко у 2-му раунді технічним нокаутом.         |       |
| 15  | 8 грудня 2021     | Ігор Пилипенко (6-53)       | Київ, Україна       | TKO (2), 1:10   | Перемога Радченко у 2-му раунді технічним нокаутом.         |       |
| 14  | 18 грудня 2020    | Камшибек Кункабаєв (1-0)    | Алма-Ата, Казахстан | RTD 4 (8), 3:00 | Радченко в нокдауні в 4-м раунді. Рахунок: 35-40 (тричі).   |       |
| 13  | 7 березня 2020    | Артур Шпилька (23-4)        | Ломжа, Польща       | MD 10 (10)      | Шпилька двічі в нокдауні. Рахунок: 93-95, 94-94, 92-95.     |       |
| 12  | 7 грудня 2019     | Олексій Єгоров (9-0)        | Єкатеринбург, Росія | UD 10 (10)      | Радченко в нокдауні в 1-му раунді. Рахунок: 89-100 (тричі). |       |
| 11  | 19 травня 2019    | Руслан Файфер (23-1)        | Краснодар, Россия   | UD (10)         | Рахунок: 94-97, 92-98, 91-99.                               |       |
| 10  | 22 грудня 2018    | Адам Бальський (12-0)       | Радом, Польща       | UD 8 (8)        | Рахунок: 75-76 (тричі).                                     |       |
| 9   | 23 листопада 2018 | Арчіл Гіголашвілі (3-10)    | Київ, Україна       | KO 2 (6), 1:05  |                                                             |       |
| 8   | 2 червня 2018     | Міхал Цесляк                | Леґьоново, Польща   | UD 8 (8)        |                                                             |       |
| 7   | 10 лютого 2018    | Кшиштоф Гловацький          | Ниса, Польща        | UD 8 (8)        | Перемога нокдауном у п'ятому раунді.                        |       |
| 6   | 27 квітня 2017    | Богдан Зливко               | Україна, Київ       | KO 4 (4)        | [ 28 ]                                                      |       |
| 5   | 24 вересня 2016   | Іван Лисиця                 | Україна, Київ       | UD 4            | 40-36, 40-36, 40-36.                                        |       |
| 4   | 3 жовтня 2015     | Дмитро Заяць                | Україна, Київ       | WMD 6 (6)       | 58-57, 58-57, 57-57.                                        |       |
| 3   | 13 червня 2015    | Мурод Азімов                | Україна, Черкаси    | WMD 8 (8)       | 79-75, 79-75, 76-76.                                        |       |
| 2   | 18 квітня 2015    | Роман Мірзоєв               | Україна, Київ       | WMD 4 (4)       | 40-35, 40-35, 40-35.                                        |       |
| 1   | 4 жовтня 2014     | Ігор Пилипенко              | Україна, Львів      | WMD 4 (4)       | Професійний дебют.                                          |       |

## Бої у змішаних єдиноборствах
Перший боксер професіонал з України, який вийшов у октагон за правилами ММА. Дебютний бій був у Горішніх Плавнях 5 травня 2019 року, де виграв у першому раунді КО лоукіком у вечорі Road to WWFC 21. Наступний поєдинок провів 2 листопада у номерному турнірі WWFC 16, де за очками поступився грузинському спортсмену.
18 червня 2022 р. Сергій Радченко та Артур Шпилька провели у Польщі бій-реванш за правилами ММА. Раніше боксери вже зустрічалися на професійному рингу.
Початок поєдинку був за Шпилькою. Перечекавши агресивний наступ противника, Радченко провів кілька успішних атак.
Все вирішилося у другому раунді: Шпилька завдав кілька ударів у голову Радченку у партері, після чого бій було закінчено достроково.

## Статистика боїв у змішаних єдиноборствах
| 3 поєдинки, 1 перемога, 2 поразка. | 3 поєдинки, 1 перемога, 2 поразка. | 3 поєдинки, 1 перемога, 2 поразка. | 3 поєдинки, 1 перемога, 2 поразка. | 3 поєдинки, 1 перемога, 2 поразка. | 3 поєдинки, 1 перемога, 2 поразка. | 3 поєдинки, 1 перемога, 2 поразка. |
| Бій                                | Дата                               | Суперник                           | Місце бою                          | Раунд                              | Додатково                          | Результат                          |
| ---------------------------------- | ---------------------------------- | ---------------------------------- | ---------------------------------- | ---------------------------------- | ---------------------------------- | ---------------------------------- |
| 3                                  | 18 червня 2022                     | Артур Шпилька                      | Торунь, Польща                     | 2                                  |                                    | Поразка                            |
| 2                                  | 2 листопада 2019                   | Георгій Кубеяшвілі                 | Харків, Україна                    | 3                                  | 5:00                               | Поразка                            |
| 1                                  | 5 травень 2019                     | Іван Ребер                         | Горішні Плавні, Україна            | 1                                  | 1:30                               | Перемога                           |

## Суспільна діяльність
Просуває здоровий спосіб життя серед молоді. Є організатором спортивних та розважальних фестивалів. Організатор громадської організації «Боксерське товариство Кременчука».

## Благодійна діяльність
Засновник та директор благодійного фонду «Ми поряд». Фонд займається підтримкою дітей, пенсіонерів, людей, які постраждали від військових дій з боку Росії. Організація була заснована у березні 2020 року, під час карантину. На початку робота організації була спрямована на те, щоб полегшити життя пенсіонерів під час карантину.
Згодом сфера діяльності організації розширилася: окрім підтримки пенсіонерів, «Ми поряд» почала підтримувати культуру, спорт, доброустрій міста та майбутнє дітей.
У травні 2020 р. Радченко під егідою «Ми поряд» запустив благодійну акцію «Твори добро». В рамках цієї акції було організовано тренування з боксу, майстер-класи для дітей та спортивних колективів, а також проведено аукціон на боксерські рукавички, у яких спортсмен раніше проводив свій бій. Отримані кошти з цих заходів було спрямовано на закупівлю нової форми для дитячого футбольного клубу «Кристал», реставрацію рингу у дитячо-юнацькому клубі «Старт» у Кременчуці.
Також неодноразово організовував збори коштів, речей та благодійні аукціони на свої боксерські рукавички — отримані кошти були спрямовані на придбання спортінвентарю для інтернату Макаренка та подарунків для вихованців дитячого будинку «Жива перлина» в Онуфріївці.
Влітку 2021 р. Сергій Радченко організував чергову благодійну акцію — збір коштів, які надалі пішли на будівництво дитячо-спортивного майданчика у парку «Студентський», розташованого в районі Першого Занасипу у Кременчуці.
Зокрема, кошти були отримані під час благодійних тренувань з боксу, благодійного забігу HalfMarathon Mu Poryad, а також першого у Кременчуці масштабного спортивного фестивалю «#спортоб'єднує Кременчук».
12 лютого 2022 р. боксер Сергій Радченко відкрив у Кременчуці боксерський клуб світового стандарту – «Rocky Boxing Club».
На початку березня 2022 року ініціативна група Сергія Радченка «Ми поряд» організувала волонтерський штаб та активно допомагає українцям та ЗСУ продовольством, одягом, засобами гігієни та іншим.
Також Сергій являється активним волонтером WBC Cares Ukraine. За свою діяльність у серпні 2024 р. був нагороджений медаллю «Волонтерська міць»